# 趙伊
趙伊（1512年—1573年），字子衡，號上莘，浙江嘉興府平湖縣人，明朝政治人物。

## 生平
治《易經》，嘉靖十年（1531年）由縣學增廣生中式辛卯科浙江鄉試第四十二名舉人，嘉靖十一年（1532年）聯捷壬辰科會試第一百七十六名，第二甲第七十四名進士。觀刑部政，授刑部主事，陞南京兵部員外郎、郎中，補北兵部郎中，陞廣西副使，疏准致仕，祀鄉賢。

## 家族
曾祖趙端，壽官；祖趙璧，贈兵科給事中；父趙漢，布政司右參政；母陸氏（封孺人）。具慶下，妻張氏，行四，兄傳；偕；偁。子趙邦秩（丁丑進士知縣）；邦程（教諭）；邦和（生員），孫志寧（生員）；琮（貢生）；志宸（增廣生）；志守（監生）；志寀（監生）；以賡（曾孫 生員）；以康（曾孫 生員）；汝琦（曾孫 生員）；汝璋（曾孫 生員）；汝琨（曾孫 生員）。